# بارکلی رکوردز
بارکلی رکوردز (انگلیسی: Barclay Records) شرکت نشر موسیقی فرانسوی است، که در سال ۱۹۵۳ تأسیس شد.